# بيت النباشي (مبين)

تعديل مصدري - تعديل

بيت النباشي هي إحدى قرى عزلة الظفير بمديرية مبين التابعة لمحافظة حجة، بلغ تعداد سكانها 267 نسمة حسب تعداد اليمن لعام 2004.